# Direitos LGBT na Geórgia
A Geórgia é um dos poucos países da antiga União Soviética que proíbe diretamente a discriminação contra pessoas LGBT em sua legislação, e considera os crimes cometidos em razão da sua orientação sexual um agravante fator na acusação. Apesar disso, a homossexualidade é considerada um desvio grande dos valores altamente tradicionais, influenciados pelo cristianismo ortodoxo, predominante no país, onde discussões públicas sobre sexualidade em geral tendem a ser evitadas. Consequentemente, os homossexuais são frequentemente alvos de abuso e violência física.
O governo tenta trazer o histórico de direitos humanos ao país, de acordo com as exigências da União Europeia, para a integração euro-atlântica da Geórgia. O ex-primeiro-ministro georgiano Bidzina Ivanishvili afirmou que "as minorias sexuais são os mesmos cidadãos como nós somos, e a sociedade irá gradualmente se acostumar com isso." Além disso, as tensões recentes no país sobre os direitos LGBT geraram cobertura da mídia sem precedentes e a discussão pública do tema previamente é negligenciada.

## Legalidade da atividade sexual do mesmo sexo
Em 1933, o artigo 121 foi adicionado ao Código Penal, para toda a União Soviética, que expressamente proibia a homossexualidade masculina, com até cinco anos de trabalhos forçados na prisão. A razão precisa para a nova lei ainda está em alguma disputa. Alguns historiadores sugeriram que Joseph Stalin, através da promulgação da lei anti-gay, tinha uma tentativa clara de aumentar a taxa de natalidade soviética. O artigo também foi usado pelas autoridades soviéticas contra movimentos dissidentes, com muitos ativistas sendo presos sob a acusação de sodomia forjadas.
Após a Georgia obter sua independência da União Soviética em 1991, a prática supracitada caiu em desuso e não há casos registrados de artigo de sodomia sendo usados abertamente contra adversários políticos desde então. Apesar disso, a liberdade da atividade sexual entre pessoas do mesmo sexo não foi oficialmente consagrada na lei até 2000, quando o governo da Geórgia pôs em prática um código penal alterado de modo a cumprir as normas estabelecidas pelo Conselho da Europa e da Convenção Europeia dos Direitos Humanos.
A idade de consentimento para ambos os sexos, heterossexuais e homossexuais, é de 16 anos de idade tal como definido pelos artigos 140 e 141 do Código Penal georgiano. Após um mês de consulta pública, 2.016 propostas foram consideradas no Parlamento. Reuniões públicas sobre a proibição constitucional do casamento entre pessoas do mesmo sexo no país estão agendadas a partir de meados de 2016 em várias cidades em todo o país. A proposta, então, requer três audiências sobre duas sessões diferentes com pelo menos um intervalo de três meses entre elas. Para a proibição do casamento homossexual ser permitida no país precisa-se de um mínimo de três quartos do Parlamento, ou 113 dos 150 deputados, votando a favor da proibição.

## Proteções de discriminação
Desde 2006, o artigo 2 do Código do Trabalho proíbe a discriminação com base na orientação sexual nas relações de trabalho. De acordo com o Código Penal da Geórgia - alterado em 2012 - cometer crimes contra as pessoas com base na orientação sexual, entre outras coisas, é um fator agravante que deve resultar em sentenças mais duras durante a acusação.
Em 2 de maio de 2014, o Parlamento aprovou uma lei anti-discriminação, proibindo todas as formas de discriminação com base na orientação sexual e identidade de gênero. Ele entrou em vigor após a publicação, no dia 7 de maio de 2014.